# 종교인 과세
종교인 과세란 주된 직업상으로 종교인에 대한 국세청의 법적 과세이다. 정부수립 이후 종교인에 대한 과세 의무가 명문화되지 않았고 성직자에게 세금을 요구하지 않은 관행이 있었다. 그러나 2013년 박근혜 정부가 들어서고 정권 초부터 소득세법 개정안을 국회에 제출해 입법 의지를 천명하여 2015년 12월8일 종교인 과세 법안을 국무회의에서 통과하여서 2년의 유예기간을 거쳐 2018년 1월부터 종교인에 대한 과세가 시행된다. 한국표준직업분류에 따르면 목사, 신부, 승려, 교무 등이 종교인에 속한다. 이들이 민법 제32조에 따라 설립된 비영리법인 종교단체로부터 받은 소득에 대해 일반인과 마찬가지로 6~38%의 세금을 부과하는게 종교인 과세다. 이에 반대하는 종교인들은 '종교 단체는 기업과 같이 이익을 얻기 위한 단체가 아니라 신앙을 지키는 단체'라는 이유를 들어 반대하고 있다.

## 한국의 역사
납세의 성역, 종교인들에게 세금을 매기려는 첫 시도는 약 50년 전으로 거슬러 올라간다.
그 시도는 국세청을 앞장세운 정부의 주도로, 때론 일부 종교인 스스로 나서 치열한 토론과 논란을 불러일으켰다.
1968년부터 당시 국세청장의 발언으로 시작된 종교인에 대한 과세는 마침내 종지부를 찍었다.

## 역사

#### 중세시대
1294년, 프랑스의 필리프 4세와 잉글랜드 왕국의 에드워드 1세가 전쟁을 하면서 성직자들에게 과세하자 교황 보니파시오 8세는 이를 금지시키는 칙령을 발표하였고 두 군주는 모두 교황의 칙령이 부당하다고 반발하게 되었다. 필리프 4세는 1302년 프랑스 최초의 삼부회를 열고 교황의 주장에 반대하여 자국의 성직자에게 세금을 부과하도록 하였다.

## 종교인 과세법
종교인 과세 계산법
| 소득금액   | 필요경비 | 과세표준   | 소득세액    |
| 4000만원   | 3200만원 | 650만원    | 32만원      |
| 6000만원   | 4400만원 | 1450만원   | 120만5000원 |
| 8000만원   | 5600만원 | 2250만원   | 222만원     |
| 1억원      | 6400만원 | 3450만원   | 402만원     |
| 1억5천만원 | 8400만원 | 6450만원   | 1019만원    |
| 2억원      | 9400만원 | 1억450만원 | 2160만원    |